# 藤原伊行
藤原 伊行（ふじわら の これゆき）は、平安時代後期の貴族・能書家。藤原北家世尊寺家、宮内権大輔・藤原定信の子。官位は従五位上・宮内少輔。世尊寺家6代。

## 経歴
仁平3年（1153年）知足院堂供養の願文を清書しており、平治元年（1159年）と仁安元年（1166年）には大嘗会の悠紀主基（ゆきすき）屏風の色紙形の筆者に選ばれている。現存する日本最古の書論書『夜鶴庭訓抄』を残した。また『源氏物語』の現存最古の注釈書である『源氏釈』を著した。
また、歴代大臣の上表文の清書にも携わっており、藤原頼長の内覧辞任の上表の際に1字分脱字を冒して傍らに補ったことを頼長から責められた伊行は「1・2文字の脱字は書き入れ、3字以上はそのままにするのが『父祖所伝之故実』である」と主張して頼長を黙らせたという。また、世尊寺家の記録では安元元年（1175年）に没したとされているが、藤原基房の上表の際に仁安3年（1168年）の2度目の上表文は伊行が清書しておきながら、翌嘉応元年（1169年）の3度目のものは子・伊経が行っているため、この間に死去したとする説もある。
書跡に「戊辰切」「葦手下絵和漢朗詠集」がある。また、箏にも巧みであったという。

## 系譜
- 父：藤原定信
- 母：不詳
- 妻：夕霧（大神基政の娘）
  - 女子：建礼門院右京大夫（1157?-?）
- 生母不明の子女
  - 男子：藤原伊経（?-1227）
  - 男子：藤原行家
  - 男子：尊円
  - 女子：大夫局
  - 女子：藤原頼実室（1155-?）
  - 女子：藤原光綱室、七条院権大夫母